# Natalia del mar
Natalia del mar é uma telenovela venezuelana produzida e exibida pela Venevisión de 28 de junho de 2011 a 12 de março de 2012.
É uma trama original de Alberto Gómez.
Foi protagonizada por Sabrina Salvador e Manuel Sosa e antagonizada por Víctor Cámara, Eduardo Serrano, Dora Mazzone, Juliet Lima, Adrián Delgado, Fedra López e Claudia La Gatta.

## Elenco
- Sabrina Salvador - Natalia Uribe Moncada
- Manuel Sosa - Luis Manuel Moncada
- Víctor Cámara - Adolfo Uzcátegui
- Rosalinda Serfaty - Irene López
- Eduardo Serrano - Valerio Moncada
- Flor Elena González - Eleonora de Moncada
- Dora Mazzone - Pasionaria López
- Juliet Lima - Perla Uzcátegui López
- Adrián Delgado - Octavio Valladares
- Yül Burkle - Bruno Baltazar / Diego Baltazar
- Fedra López - Sara Morales vda de Uzcátegui
- Franklin Virgüez - Baldomero Sánchez
- Christian McGaffney - Domingo Uribe
- María Antonieta Castillo - Loly Montesinos
- Víctor Drija - Gerardo Moncada
- Gioia Arismendi - Candy Mileidys Romero
- Damián Genovese - Ernesto Valderrama
- Roberto Lamarca - Teodoro Rivas
- Esther Orjuela - Fernanda de Rivas
- Rosita Vázquez - Pastora Pérez
- Romelia Agüero - Carmela Diaz
- Fernando Flores - Jacinto Uribe "El Iluminado"
- Dayra Lambis - Viviana "Vivianita" de Sánchez
- Juvel Vielma - Piraña
- Rosanna Zanetti - Patricia Uzcátegui de Valladares
- Vanessa Pallás - Mariana Moncada
- Juliette Pardau - Rosario "Rosarito" Uribe
- Daniel Martinez Campos - Julián Uzcátegui Morales
- Héctor Peña - Álvaro Moncada
- Nany Tovar - Sandra Pérez
- Rosmel Bustamante - Pulpito
- Gigi Zanchetta - Mirtha Uribe
- Félix Loreto - Ramón Calzada
- Mirtha Pérez - Malua
- Marisol Matheus - Rosita
- Gabriela Fleritt - Ruperta
- Sindy Lazo - Carmen
- Luis Pérez Pons
- Graziella Simancas Mazzone
- Lucia Sanoja - Diana
- Carmen Alicia Lara - Silvia
- Antonio Delli - Oscar Uzcátegui
- Esperanza Magaz - Tirsa
- Claudia La Gatta - Estefania Moncada
- Karen Pita - Vanessa Zamora
- José Gabriel Madonía - Oswaldo Sandoval
- Herminia Martínez - Sofia de Moncada
- Margarita Hernández - Regina Abreu de Uzcátegui
- Candy Montesinos - Corina
- Rafael Romero
- Jorge Palacios - Esteban
- Chumico Romero
- José Luis Useche - Maharajá
- Luis Gerónimo Abreu - Héctor
- MichelleDeniesse - Rita

### Convidados especiais
- María Antonieta Duque
- Mirla Castellanos
- Roque Valero
- Gabriel López
- [[Beba Rojas

## Exibição internacional
- TC Televisión
- Antena Latina
- Telefutura
- Canal 30
- Canal Sur / Televisión Canaria / 7RM / Canal Extremadura
- TCS Canal 6
- Telemix Internacional
- Ve Plus TV
- RTL II
- Zap Novelas
- Zap Novelas